# Chelipoda trepida
Chelipoda trepida är en tvåvingeart som beskrevs av Collin 1928. Chelipoda trepida ingår i släktet Chelipoda och familjen dansflugor. Inga underarter finns listade i Catalogue of Life.